# Sonate pour guitare (Turina)

La Sonate pour guitare opus 61 est une pièce pour guitare soliste de Joaquín Turina composée en 1931.

## Structure
La sonate comprend trois mouvements :
1. Allegro - Allegretto tranquillo
2. Andante
3. Finale: Allegro vivo, à 
 : jeu intense d'arrachés typiques ou rasgueados, puis épisode de copla mélodique à 2/4. Coda conclusive avec rappel de thème secondaire.

## Source
- François-René Tranchefort, Guide de la musique de chambre, éd. Fayard 1987 p.904